# 絶叫マシン
絶叫マシン（ぜっきょうマシン）とは遊園地の遊具のうちで、高い加速度や速度で思わず絶叫してしまう乗り物の総称。英語でもスクリームマシーン（scream machine）という。

## 絶叫マシンの種類
遊具の種類には、
- ローラーコースター（ジェットコースター）
- フリーフォール
- ウォーターライド（ウォータースライダー）
- 回転ブランコ
- バイキング（海賊船型振り子アトラクション）

などがある。